# Numeni (retòric)
Numeni (en grec antic: Νουμήνιος, Numenius) va ser un retòric romà que va viure en temps de l'emperador Hadrià, a qui va dirigir un discurs de consol amb motiu de la mort del seu amant Antínous (Παραμυθητικόν).
Va escriure també les obres Περὶ τῶν τῆς λέξεως σχημάτων, Χρειῶν συναγωγή i ὑποθέσεις. Va ser el pare d'un retòric de nom Alexandre conegut com a Alexandre Numeni